# Convocazioni per il campionato mondiale di hockey su ghiaccio maschile 2010
Ciascuna squadra partecipante al Campionato mondiale di hockey su ghiaccio maschile 2010 consisteva in almeno 15 giocatori (attaccanti e difensori) e 2 portieri, mentre al massimo si poteva disporre di 20 giocatori e 3 portieri. Una volta inserito un giocatore nel roster non era più possibile rimuoverlo.

## Gruppo A

### Bielorussia
Allenatore:  Eduard Zankavec.
Lista dei convocati aggiornata al 14 maggio 2010.
| N. | Pos. | Nome                   | Anno | Alt. | Peso | Tiro | Squadra             |
| -- | ---- | ---------------------- | ---- | ---- | ---- | ---- | ------------------- |
| 1  | P    | Vital' Koval'          | 1980 | 188  | 100  | L    | Dinamo Minsk        |
| 2  | P    | Sjarhej Šabanaŭ        | 1974 | 182  | 76   | L    | Junost Minsk        |
| 4  | D    | Aljaksandr Makrycki    | 1971 | 186  | 90   | L    | Dinamo Minsk        |
| 5  | D    | Mikalaŭ Stasenka       | 1987 | 195  | 104  | R    | Amur Chabarovsk     |
| 7  | D    | Uladzimir Dzianisaŭ    | 1984 | 181  | 94   | L    | Dinamo Minsk        |
| 8  | A    | Andrėj Michalëv        | 1978 | 185  | 90   | L    | Dinamo Minsk        |
| 11 | A    | Aljaksandr Kulakoŭ     | 1983 | 182  | 89   | L    | Dinamo Minsk        |
| 13 | A    | Sjarhej Drozd          | 1990 | 182  | 81   | L    | Tri-City Americans  |
| 16 | A    | Michail Stefanovič     | 1989 | 188  | 92   | R    | Québec Remparts     |
| 18 | A    | Aljaksej Uharaŭ        | 1985 | 179  | 80   | L    | MVD                 |
| 19 | A    | Dzmitryj Mjaleška      | 1982 | 181  | 81   | R    | Dinamo Minsk        |
| 24 | D    | Ruslan Salej - C       | 1985 | 184  | 96   | L    | Colorado Avalanche  |
| 25 | D    | Sjarhej Kolasaŭ        | 1986 | 193  | 92   | L    | G. Rapids Griffins  |
| 26 | A    | Andrėj Stas'           | 1988 | 187  | 83   | L    | Dinamo Minsk        |
| 31 | P    | Andrėj Mezin           | 1974 | 182  | 78   | L    | Dinamo Minsk        |
| 43 | D    | Viktar Kascjučonak - A | 1979 | 187  | 94   | L    | Spartak Mosca       |
| 52 | D    | Aljaksandr Radzinski   | 1978 | 189  | 93   | R    | Junost Minsk        |
| 59 | A    | Sjarhej Dzjamahin      | 1986 | 183  | 80   | L    | Neftechimik         |
| 68 | A    | Jaraslaŭ Čuprys        | 1981 | 179  | 93   | L    | Dinamo Minsk        |
| 71 | A    | Aljaksej Kaljužny - A  | 1977 | 178  | 84   | L    | Dinamo Mosca        |
| 82 | A    | Arcёm Sjan'kevič       | 1982 | 191  | 95   | L    | Junost Minsk        |
| 84 | A    | Michail Hraboŭski      | 1984 | 181  | 83   | L    | Toronto Maple Leafs |
| 88 | A    | Jaŭhen Kavyršyn        | 1986 | 178  | 77   | L    | Dinamo Minsk        |
| 91 | D    | Kirill Hotovec         | 1991 | 182  | 88   | L    | Shattuck-St. Mary's |

LEGENDA:

P = Portiere, D = Difensore, A = Attaccante, L = sinistra, R = destra

### Kazakistan
Allenatore:  Andrej Šajanov.
Lista dei convocati aggiornata al 14 maggio 2010.
| N. | Pos. | Nome                   | Anno | Alt. | Peso | Tiro | Squadra           |
| -- | ---- | ---------------------- | ---- | ---- | ---- | ---- | ----------------- |
| 1  | P    | Pavel Žitkov           | 1984 | 177  | 79   | L    | Barys Astana      |
| 2  | D    | Roman Savčenko         | 1984 | 189  | 89   | L    | Barys Astana      |
| 4  | D    | Anton Kazancev         | 1986 | 188  | 88   | L    | Barys Astana      |
| 5  | D    | Aleksej Litvinenko     | 1980 | 198  | 105  | L    | Vitjaz' Čechov    |
| 7  | D    | Maksim Semёnov - A     | 1984 | 182  | 82   | L    | Atlant Mytišči    |
| 8  | A    | Talgat Žаjlauov        | 1985 | 176  | 77   | R    | Barys Astana      |
| 9  | D    | Vladimir Antipin       | 1970 | 189  | 92   | L    | Barys Astana      |
| 16 | D    | Georgij Petrov         | 1988 | 200  | 104  | L    | Kazcink-Torpedo   |
| 17 | A    | Aleksandr Koreškov - C | 1968 | 180  | 89   | L    | Barys Astana      |
| 20 | P    | Aleksej Kuznecov       | 1983 | 183  | 92   | L    | Barys Astana      |
| 21 | A    | Dmitrij Dudarev - A    | 1976 | 188  | 90   | R    | Metallurg Novok.  |
| 23 | A    | Andrej Spiridonov      | 1982 | 180  | 88   | L    | Barys Astana      |
| 24 | A    | Konstantin Šafranov    | 1968 | 183  | 87   | L    | Fort Wayne Komets |
| 25 | A    | Il'ja Solarev          | 1982 | 192  | 93   | L    | Barys Astana      |
| 27 | A    | Evgenij Bumagin        | 1982 | 182  | 85   | L    | Metallurg Novok.  |
| 29 | D    | Aleksej Vasil'čenko    | 1981 | 187  | 93   | L    | Barys Astana      |
| 31 | P    | Vitalij Eremeev        | 1975 | 184  | 87   | L    | Dinamo Mosca      |
| 33 | A    | Andrej Gavrilin        | 1978 | 188  | 91   | L    | Barys Astana      |
| 37 | D    | Evgenij Fadeev         | 1982 | 176  | 85   | L    | Avtomobilist      |
| 48 | A    | Roman Starčenko        | 1986 | 179  | 83   | L    | Barys Astana      |
| 49 | A    | Aleksandr Šin          | 1984 | 185  | 74   | L    | Barys Astana      |
| 52 | D    | Aleksej Koledaev       | 1976 | 178  | 92   | L    | Metallurg Novok.  |
| 54 | A    | Aleksej Voroncov       | 1986 | 185  | 90   | L    | Barys Astana      |
| 62 | A    | Vadim Krasnoslobodcev  | 1983 | 188  | 89   | L    | Barys Astana      |
| 88 | D    | Evgenij Rymarev        | 1988 | 175  | 76   | L    | Barys Astana      |

LEGENDA:

P = Portiere, D = Difensore, A = Attaccante, L = sinistra, R = destra

### Russia
Allenatore:  Vjačeslav Bykov.
Lista dei convocati aggiornata al 16 maggio 2010.
| N. | Pos. | Nome                  | Anno | Alt. | Peso | Tiro | Squadra             |
| -- | ---- | --------------------- | ---- | ---- | ---- | ---- | ------------------- |
| 5  | D    | Il'ja Nikulin         | 1982 | 191  | 100  | L    | Ak Bars Kazan’      |
| 7  | D    | Dmitrij Kalinin       | 1980 | 189  | 97   | L    | Salavat Julaev      |
| 8  | A    | Aleksandr Ovečkin - A | 1987 | 188  | 99   | R    | Washington Capitals |
| 10 | A    | Sergej Mozjakin       | 1981 | 180  | 78   | R    | Atlant Mytišči      |
| 11 | A    | Evgenij Malkin        | 1986 | 191  | 87   | L    | Pittsburgh Penguins |
| 13 | A    | Pavel Dacjuk          | 1978 | 182  | 88   | L    | Detroit Red Wings   |
| 22 | D    | Konstantin Korneev    | 1984 | 180  | 82   | L    | CSKA Mosca          |
| 23 | A    | Aleksej Terešenko     | 1980 | 181  | 78   | L    | Ak Bars Kazan’      |
| 24 | A    | Aleksandr Frolov      | 1982 | 188  | 105  | R    | Los Angeles Kings   |
| 27 | D    | Vitalij Atjušov       | 1979 | 188  | 88   | L    | Magnitogorsk        |
| 28 | A    | Aleksandr Sёmin       | 1986 | 189  | 93   | R    | Washington Capitals |
| 29 | A    | Sergej Fëdorov - A    | 1969 | 189  | 92   | L    | Magnitogorsk        |
| 30 | P    | Aleksandr Erёmenko    | 1980 | 179  | 75   | L    | Salavat Julaev      |
| 33 | A    | Maksim Sušinskij      | 1974 | 172  | 79   | L    | SKA Pietroburgo     |
| 37 | D    | Denis Grebeškov       | 1983 | 184  | 93   | L    | Nashville Predators |
| 40 | P    | Semёn Varlamov        | 1988 | 182  | 88   | L    | Washington Capitals |
| 41 | A    | Nikolaj Kulëmin       | 1986 | 185  | 83   | L    | Toronto Maple Leafs |
| 42 | A    | Artёm Anisimov        | 1988 | 194  | 89   | L    | New York Rangers    |
| 43 | D    | Dmitrij Kulikov       | 1990 | 185  | 84   | L    | Florida Panthers    |
| 52 | A    | Viktor Kozlov         | 1975 | 195  | 106  | R    | Salavat Julaev      |
| 55 | D    | Sergej Gončar         | 1974 | 180  | 80   | L    | Pittsburgh Penguins |
| 61 | A    | Maksim Afinogenov     | 1979 | 183  | 88   | R    | Atlanta Thrashers   |
| 71 | A    | Il'ja Koval'čuk - C   | 1983 | 188  | 99   | R    | New Jersey Devils   |
| 74 | D    | Aleksej Emelin        | 1986 | 185  | 94   | L    | Ak Bars Kazan’      |
| 83 | A    | Vasilij Košečkin      | 1983 | 200  | 91   | L    | Magnitogorsk        |

LEGENDA:

P = Portiere, D = Difensore, A = Attaccante, L = sinistra, R = destra

### Slovacchia
Allenatore:  Glen Hanlon.
Lista dei convocati aggiornata al 16 maggio 2010.
| N. | Pos. | Nome                | Anno | Alt. | Peso | Tiro | Squadra             |
| -- | ---- | ------------------- | ---- | ---- | ---- | ---- | ------------------- |
| 2  | P    | Peter Hamerlík      | 1982 | 187  | 78   | L    | Oceláři Trinec      |
| 8  | D    | Ivan Majeský - A    | 1976 | 195  | 105  | L    | Skellefteå AIK      |
| 14 | A    | Andrej Podkonický   | 1978 | 184  | 95   | L    | Bílí Tygři Liberec  |
| 15 | D    | Dominik Graňák      | 1983 | 182  | 78   | L    | Rögle               |
| 16 | A    | Roman Kukumberg     | 1980 | 184  | 86   | R    | Barys Astana        |
| 17 | A    | Michal Macho        | 1982 | 186  | 92   | R    | BK Mladá Boleslav   |
| 18 | A    | Miroslav Šatan      | 1974 | 188  | 87   | L    | Boston Bruins       |
| 19 | D    | Tomáš Starosta      | 1981 | 183  | 89   | L    | Neftechimik         |
| 20 | A    | Miroslav Zálešák    | 1980 | 183  | 84   | L    | HK 36 Skalica       |
| 21 | A    | Marek Zagrapan      | 1976 | 183  | 90   | L    | Severstal’          |
| 22 | A    | Vladimír Dravecký   | 1985 | 181  | 83   | L    | Košice              |
| 27 | A    | Ivan Čiernik        | 1977 | 183  | 89   | L    | Kölner Haie         |
| 28 | A    | Richard Pánik       | 1991 | 183  | 89   | R    | Norfolk Admirals    |
| 31 | P    | Peter Budaj         | 1982 | 183  | 91   | L    | Colorado Avalanche  |
| 35 | P    | Rastislav Staňa     | 1980 | 186  | 79   | L    | Severstal’          |
| 40 | A    | Marek Svatoš        | 1982 | 185  | 85   | R    | Colorado Avalanche  |
| 41 | D    | Richard Lintner - C | 1977 | 189  | 87   | R    | Dinamo Minsk        |
| 43 | D    | Peter Frühauf       | 1982 | 180  | 87   | L    | '05 Banská Bystrica |
| 44 | D    | Andrej Sekera       | 1986 | 182  | 86   | L    | Buffalo Sabres      |
| 56 | D    | Vladimír Mihálik    | 1987 | 202  | 110  | L    | Norfolk Admirals    |
| 61 | A    | Milan Bartovič - A  | 1981 | 182  | 87   | L    | Bílí Tygři Liberec  |
| 88 | A    | Tomáš Bulík         | 1985 | 178  | 82   | L    | '05 Banská Bystrica |
| 90 | A    | Tomáš Tatar         | 1990 | 177  | 80   | L    | G. Rapids Griffins  |
| 97 | A    | Stanislav Gron      | 1978 | 187  | 93   | L    | Košice              |

LEGENDA:

P = Portiere, D = Difensore, A = Attaccante, L = sinistra, R = destra

## Gruppo B

### Canada
Allenatore:  Ken Hitchcock.
Lista dei convocati aggiornata al 16 maggio 2011.
| N. | Pos. | Nome                    | Anno | Alt. | Peso | Tiro | Squadra               |
| -- | ---- | ----------------------- | ---- | ---- | ---- | ---- | --------------------- |
| 2  | D    | Kris Russell            | 1987 | 178  | 83   | L    | Columbus Blue Jackets |
| 4  | D    | Michael Del Zotto       | 1990 | 185  | 88   | L    | New York Rangers      |
| 5  | D    | Mark Giordano           | 1983 | 183  | 92   | L    | Calgary Flames        |
| 8  | D    | Brent Burns             | 1985 | 193  | 90   | R    | Minnesota Wild        |
| 9  | A    | Steve Downie            | 1987 | 180  | 91   | R    | Tampa Bay Lightning   |
| 10 | A    | Corey Perry - A         | 1985 | 191  | 95   | R    | Anaheim Ducks         |
| 11 | A    | Mason Raymond           | 1985 | 183  | 83   | L    | Vancouver Canucks     |
| 13 | A    | Ray Whitney - C         | 1972 | 178  | 80   | R    | Carolina Hurricanes   |
| 14 | D    | Jordan Eberle           | 1990 | 178  | 82   | R    | Regina Pats           |
| 17 | A    | René Bourque            | 1981 | 188  | 96   | L    | Calgary Flames        |
| 18 | D    | Marc Staal              | 1987 | 191  | 96   | R    | New York Rangers      |
| 19 | A    | Evander Kane            | 1991 | 188  | 86   | L    | Atlanta Thrashers     |
| 20 | A    | John Tavares            | 1987 | 183  | 91   | L    | New York Islanders    |
| 21 | A    | Brooks Laich            | 1983 | 188  | 95   | L    | Washington Capitals   |
| 22 | D    | François Beauchemin - A | 1980 | 183  | 96   | L    | Toronto Maple Leafs   |
| 28 | D    | Kyle Cumiskey           | 1986 | 178  | 81   | L    | Colorado Avalanche    |
| 29 | A    | Steve Ott               | 1982 | 179  | 86   | L    | Dallas Stars          |
| 30 | P    | Chad Johnson            | 1986 | 186  | 82   | L    | Hartford Wolf Pack    |
| 40 | P    | Devan Dubnyk            | 1986 | 198  | 88   | L    | Edmonton Oilers       |
| 47 | A    | Rich Peverley           | 1982 | 183  | 84   | R    | Atlanta Thrashers     |
| 50 | P    | Chris Mason             | 1976 | 183  | 92   | L    | St. Louis Blues       |
| 57 | D    | Tyler Myers             | 1990 | 203  | 103  | R    | Buffalo Sabres        |
| 91 | A    | Steven Stamkos - A      | 1990 | 186  | 89   | R    | Tampa Bay Lightning   |
| 92 | A    | Matt Duchene            | 1991 | 180  | 90   | L    | Colorado Avalanche    |
| 94 | A    | Ryan Smyth - C          | 1976 | 188  | 86   | L    | Los Angeles Kings     |

LEGENDA:

P = Portiere, D = Difensore, A = Attaccante, L = sinistra, R = destra

### Italia
Allenatore:  Rick Cornacchia.
Lista dei convocati aggiornata al 14 maggio 2010.
| N. | Pos. | Nome                     | Anno | Alt. | Peso | Tiro | Squadra             |
| -- | ---- | ------------------------ | ---- | ---- | ---- | ---- | ------------------- |
| 1  | P    | Adam Russo               | 1983 | 174  | 83   | L    | Port Huron Icehawks |
| 2  | A    | Stefan Zisser            | 1980 | 170  | 82   | L    | Bolzano             |
| 3  | A    | Max Oberrauch            | 1984 | 184  | 91   | L    | Val Pusteria        |
| 5  | D    | Trevor Johnson           | 1982 | 180  | 81   | R    | Bolzano             |
| 6  | D    | Michele Strazzabosco - A | 1976 | 193  | 98   | L    | Asiago              |
| 7  | D    | Armin Hofer              | 1987 | 176  | 80   | L    | Val Pusteria        |
| 8  | A    | John Parco               | 1971 | 183  | 81   | L    | Asiago              |
| 9  | A    | Giorgio De Bettin        | 1972 | 174  | 73   | R    | Cortina             |
| 10 | A    | Giulio Scandella         | 1983 | 186  | 85   | R    | Rögle               |
| 11 | A    | Roland Ramoser - C       | 1972 | 203  | 92   | R    | Bolzano             |
| 16 | A    | Patrick Iannone          | 1982 | 181  | 84   | L    | Valpellice          |
| 17 | A    | Alexander Egger          | 1979 | 186  | 88   | L    | Bolzano             |
| 19 | D    | Matt De Marchi           | 1981 | 190  | 88   | L    | Asiago              |
| 22 | A    | Stefano Margoni          | 1975 | 187  | 82   | L    | Fassa Falcons       |
| 23 | D    | Stefano Marchetti        | 1986 | 180  | 74   | L    | Pontebba            |
| 26 | D    | Armin Helfer             | 1980 | 187  | 86   | L    | Val Pusteria        |
| 27 | A    | Michael Souza            | 1978 | 184  | 99   | L    | Cortina             |
| 28 | A    | Manuel De Toni           | 1979 | 181  | 80   | L    | Alleghe             |
| 30 | P    | Daniel Bellissimo        | 1984 | 188  | 81   | L    | Asiago              |
| 34 | P    | Thomas Tragust           | 1986 | 187  | 83   | L    | Kaufbeuren          |
| 39 | A    | Jonathan Pittis          | 1982 | 169  | 70   | L    | Bolzano             |
| 44 | D    | Nicholas Plastino        | 1986 | 180  | 90   | R    | Asiago              |
| 50 | D    | Christian Borgatello - A | 1982 | 174  | 79   | R    | Bolzano             |
| 71 | A    | Luca Ansoldi             | 1982 | 179  | 77   | R    | Ritten-Renon        |
| 87 | A    | Nicola Fontanive         | 1985 | 165  | 73   | L    | Alleghe             |

LEGENDA:

P = Portiere, D = Difensore, A = Attaccante, L = sinistra, R = destra

### Lettonia
Allenatore:  Oļegs Znaroks.
Lista dei convocati aggiornata al 14 maggio 2010.
| N. | Pos. | Nome                    | Anno | Alt. | Peso | Tiro | Squadra            |
| -- | ---- | ----------------------- | ---- | ---- | ---- | ---- | ------------------ |
| 1  | P    | Mārtiņš Raitums         | 1985 | 185  | 95   | L    | Hull Stingrays     |
| 3  | D    | Arvīds Reķis            | 1982 | 185  | 90   | L    | Grizzlys Wolfsburg |
| 5  | A    | Jānis Sprukts - A       | 1982 | 195  | 95   | L    | Dinamo Riga        |
| 6  | A    | Juris Štāls             | 1982 | 191  | 90   | L    | Quad City Mallards |
| 9  | A    | Mārtiņš Karsums         | 1986 | 178  | 80   | R    | Dinamo Riga        |
| 10 | A    | Lauris Dārziņš          | 1985 | 189  | 90   | R    | Dinamo Riga        |
| 11 | D    | Kristaps Sotnieks       | 1987 | 183  | 87   | L    | Dinamo Riga        |
| 12 | A    | Herberts Vasiļjevs - C  | 1976 | 181  | 82   | R    | Krefeld Pinguine   |
| 13 | D    | Guntis Galviņš          | 1986 | 186  | 87   | L    | Dinamo Riga        |
| 14 | D    | Jānis Andersons         | 1986 | 184  | 86   | L    | Oceláři Trinec     |
| 15 | D    | Aleksandrs Jerofejevs   | 1984 | 186  | 89   | L    | Metallurg Novok.   |
| 16 | A    | Kaspars Daugaviņš       | 1988 | 178  | 85   | L    | Binghamton Sen.s   |
| 17 | A    | Aleksandrs Ņiživijs - A | 1976 | 177  | 78   | R    | Dinamo Riga        |
| 18 | A    | Kaspars Saulietis       | 1987 | 184  | 80   | R    | Litvínov           |
| 22 | D    | Māris Jass              | 1985 | 185  | 90   | L    | Nitra              |
| 23 | A    | Andris Džeriņš          | 1988 | 186  | 82   | L    | Dinamo Riga        |
| 24 | A    | Miķelis Rēdlihs         | 1984 | 188  | 80   | L    | Dinamo Riga        |
| 25 | D    | Jēkabs Rēdlihs          | 1982 | 185  | 90   | L    | Dinamo Riga        |
| 27 | A    | Sergejs Pečura          | 1980 | 188  | 88   | L    | Kryl'ja Sovetov    |
| 30 | P    | Edgars Lūsiņš           | 1984 | 172  | 80   | L    | Fischtown Pinguins |
| 31 | P    | Edgars Masaļskis        | 1980 | 177  | 78   | L    | Dinamo Riga        |
| 32 | D    | Artūrs Kulda            | 1988 | 188  | 98   | L    | Chicago Wolves     |
| 47 | A    | Mārtiņš Cipulis         | 1980 | 181  | 82   | L    | Dinamo Riga        |
| 71 | D    | Georgijs Pujacs         | 1981 | 184  | 90   | L    | Sibir’ Novosibirsk |
| 87 | A    | Gints Meija             | 1987 | 186  | 86   | L    | Dinamo Riga        |

LEGENDA:

P = Portiere, D = Difensore, A = Attaccante, L = sinistra, R = destra

### Svizzera
Allenatore:  Sean Simpson.
Lista dei convocati aggiornata al 12 maggio 2010.
| N. | Pos. | Nome               | Anno | Alt. | Peso | Tiro | Squadra                |
| -- | ---- | ------------------ | ---- | ---- | ---- | ---- | ---------------------- |
| 3  | D    | Julien Vauclair    | 1979 | 184  | 92   | L    | Lugano                 |
| 6  | D    | Timo Helbling      | 1981 | 189  | 99   | R    | Lugano                 |
| 9  | A    | Paul Savary        | 1982 | 176  | 91   | L    | Ginevra-Servette       |
| 10 | A    | Andres Ambühl      | 1983 | 177  | 87   | R    | Hartford Wolf Pack     |
| 13 | D    | Felicien Du Bois   | 1983 | 187  | 82   | R    | Kloten Flyers          |
| 18 | A    | Thomas Déruns      | 1982 | 186  | 86   | L    | Ginevra-Servette       |
| 21 | A    | Nino Niederreiter  | 1992 | 184  | 94   | L    | Portland Winterhawks   |
| 25 | A    | Thibaut Monnet - A | 1982 | 182  | 85   | L    | ZSC Lions              |
| 26 | P    | Martin Gerber      | 1974 | 180  | 91   | L    | Atlant Mytišči         |
| 28 | A    | Martin Plüss       | 1977 | 175  | 85   | L    | Berna                  |
| 30 | A    | Marcel Jenni       | 1974 | 180  | 84   | L    | Kloten Flyers          |
| 31 | D    | Mathias Seger - C  | 1977 | 181  | 86   | L    | ZSC Lions              |
| 32 | A    | Ivo Rüthemann - A  | 1976 | 173  | 77   | L    | Berna                  |
| 33 | D    | Steve Hirschi      | 1981 | 180  | 86   | L    | Lugano                 |
| 43 | D    | Morris Trachsler   | 1984 | 183  | 90   | L    | Ginevra-Servette       |
| 46 | A    | Paolo Duca         | 1981 | 178  | 92   | R    | Ambrì-Piotta           |
| 52 | P    | Tobias Stephan     | 1984 | 192  | 85   | L    | Ginevra-Servette       |
| 57 | D    | Goran Bezina       | 1980 | 189  | 99   | L    | Ginevra-Servette       |
| 67 | A    | Romano Lemm        | 1984 | 182  | 84   | R    | Lugano                 |
| 79 | P    | Daniel Manzato     | 1984 | 184  | 84   | L    | Rapperswil-Jona Lakers |
| 88 | A    | Kevin Romy         | 1985 | 182  | 88   | L    | Lugano                 |
| 90 | D    | Roman Josi         | 1990 | 186  | 88   | L    | Berna                  |
| 96 | A    | Damien Brunner     | 1986 | 180  | 83   | R    | Zugo                   |

LEGENDA:

P = Portiere, D = Difensore, A = Attaccante, L = sinistra, R = destra

## Gruppo C

### Francia
Allenatore:  David Henderson.
Lista dei convocati aggiornata al 14 maggio 2010.
| N. | Pos. | Nome                     | Anno | Alt. | Peso | Tiro | Squadra            |
| -- | ---- | ------------------------ | ---- | ---- | ---- | ---- | ------------------ |
| 1  | P    | Eddy Ferhi               | 1978 | 194  | 96   | L    | Brûleurs de Loups  |
| 3  | D    | Vincent Bachet - A       | 1978 | 181  | 85   | L    | Gothiques d'Amiens |
| 7  | A    | Yorick Treille           | 1980 | 191  | 101  | R    | Vítkovice Steel    |
| 8  | D    | Kévin Igier              | 1987 | 180  | 84   | L    | Ducs d'Angers      |
| 10 | A    | Laurent Meunier - C      | 1989 | 183  | 87   | R    | Timrå              |
| 13 | A    | Luc Tardif               | 1984 | 193  | 100  | L    | Dragons de Rouen   |
| 14 | A    | Stéphane Da Costa        | 1989 | 180  | 82   | R    | Merrimack Warriors |
| 16 | D    | Benoit Quessandier       | 1985 | 184  | 87   | L    | Dauphins d'Épinal  |
| 18 | D    | Yohann Auvitu            | 1989 | 184  | 85   | L    | JYP                |
| 19 | A    | Loïc Lamperier           | 1987 | 180  | 84   | L    | Dragons de Rouen   |
| 22 | A    | Brian Henderson          | 1986 | 180  | 81   | L    | Gothiques d'Amiens |
| 26 | A    | Anthoine Lussier         | 1990 | 183  | 90   | L    | Losanna            |
| 27 | D    | Baptiste Amar - A        | 1979 | 183  | 88   | L    | Rögle              |
| 28 | A    | Laurent Gras             | 1977 | 177  | 84   | L    | Chamonix           |
| 38 | D    | Thomas Roussel           | 1985 | 186  | 85   | L    | Gothiques d'Amiens |
| 41 | A    | Pierre-Édouard Bellemare | 1985 | 182  | 90   | L    | Skellefteå AIK     |
| 42 | P    | Fabrice Lhenry           | 1972 | 180  | 83   | L    | Dragons de Rouen   |
| 44 | D    | Antonin Manavian         | 1987 | 191  | 103  | R    | Brûleurs de Loups  |
| 49 | P    | Florian Hardy            | 1985 | 186  | 83   | L    | Ducs de Dijon      |
| 74 | D    | Nicolas Besch            | 1984 | 179  | 87   | L    | Brûleurs de Loups  |
| 77 | A    | Sacha Treille            | 1987 | 196  | 98   | L    | Malmö              |
| 80 | A    | Teddy Da Costa           | 1986 | 181  | 80   | R    | Zagłębie Sosnowiec |
| 81 | A    | Erwan Pain               | 1986 | 178  | 91   | L    | Ducs de Dijon      |
| 82 | A    | Damien Raux              | 1984 | 179  | 84   | L    | Diables Rouges     |
| 84 | D    | Kévin Hecquefeuille      | 1984 | 184  | 86   | R    | Kölner Haie        |

LEGENDA:

P = Portiere, D = Difensore, A = Attaccante, L = sinistra, R = destra

### Norvegia
Allenatore:  Roy Johansen.
Lista dei convocati aggiornata al 14 maggio 2010.
| N. | Pos. | Nome                   | Anno | Alt. | Peso | Tiro | Squadra            |
| -- | ---- | ---------------------- | ---- | ---- | ---- | ---- | ------------------ |
| 5  | D    | Juha Kaunismäki        | 1979 | 187  | 84   | L    | Stavanger Oilers   |
| 6  | D    | Jonas Holøs            | 1987 | 180  | 90   | R    | Färjestad          |
| 7  | D    | Tommy Jakobsen - C     | 1970 | 173  | 85   | L    | Lørenskog          |
| 9  | A    | Marius Holtet          | 1984 | 186  | 89   | R    | Färjestad          |
| 10 | A    | Lars Erik Spets        | 1985 | 178  | 82   | L    | Vålerenga          |
| 14 | A    | Peter Lorentzen        | 1983 | 184  | 83   | L    | Stavanger Oilers   |
| 16 | A    | Knut Henrik Spets      | 1982 | 190  | 91   | R    | Vålerenga          |
| 20 | A    | Anders Bastiansen - A  | 1980 | 194  | 90   | L    | Färjestad          |
| 22 | A    | Martin Røymark         | 1986 | 184  | 86   | L    | Frölunda           |
| 25 | A    | Andreas Martinsen      | 1990 | 190  | 91   | L    | Lillehammer IK     |
| 26 | A    | Kristian Forsberg      | 1986 | 186  | 81   | R    | MODO               |
| 30 | P    | Ruben Smith            | 1987 | 182  | 75   | L    | Storhamar Dragons  |
| 33 | P    | Pål Grotnes            | 1977 | 188  | 86   | L    | Stjernen Hockey    |
| 34 | P    | André Lysenstøen       | 1988 | 193  | 115  | L    | Heinolan Kiekko    |
| 35 | A    | Martin Laumann Ylven   | 1988 | 189  | 100  | L    | Linköping          |
| 37 | D    | Lars Løkken Østli      | 1986 | 181  | 85   | R    | Storhamar Dragons  |
| 39 | P    | Henrik Solberg         | 1987 | 191  | 100  | L    | Stavanger Oilers   |
| 40 | A    | Ken André Olimb        | 1989 | 178  | 80   | L    | Frisk Tigers       |
| 41 | D    | Patrick Thoresen - A   | 1983 | 180  | 86   | L    | Salavat Julaev     |
| 44 | D    | Brede Csiszar          | 1987 | 182  | 85   | R    | Vålerenga          |
| 46 | D    | Mathis Olimb           | 1986 | 179  | 80   | L    | Frölunda           |
| 47 | D    | Alexander Bonsaksen    | 1987 | 180  | 83   | L    | MODO               |
| 48 | A    | Mats Zuccarello-Aasen  | 1987 | 171  | 73   | L    | MODO               |
| 52 | A    | Anders Fredriksen      | 1981 | 175  | 82   | L    | Vålerenga          |
| 55 | D    | Ole-Kristian Tollefsen | 1984 | 188  | 95   | L    | G. Rapids Griffins |

LEGENDA:

P = Portiere, D = Difensore, A = Attaccante, L = sinistra, R = destra

### Rep. Ceca
Allenatore:  Vladimir Růžička.
Lista dei convocati aggiornata al 14 maggio 2010.
| N. | Pos. | Nome              | Anno | Alt. | Peso | Tiro | Squadra               |
| -- | ---- | ----------------- | ---- | ---- | ---- | ---- | --------------------- |
| 3  | D    | Michal Rozsíval   | 1978 | 188  | 95   | R    | New York Rangers      |
| 4  | D    | Karel Rachůnek    | 1979 | 188  | 100  | R    | Dinamo Mosca          |
| 5  | D    | Filip Novák       | 1982 | 182  | 82   | L    | MVD                   |
| 6  | D    | Tomáš Mojžíš      | 1982 | 184  | 87   | L    | MODO                  |
| 8  | D    | Michal Barinka    | 1984 | 192  | 102  | L    | Vítkovice Steel       |
| 10 | A    | Roman Červenka    | 1985 | 181  | 86   | L    | Slavia Praga          |
| 11 | A    | Petr Hubáček      | 1979 | 184  | 90   | R    | Kometa Brno           |
| 12 | A    | Jiří Novotný      | 1982 | 183  | 95   | R    | Barys Astana          |
| 14 | A    | Petr Vampola      | 1982 | 185  | 91   | L    | Plzeň 1929            |
| 15 | A    | Jan Marek         | 1979 | 179  | 81   | R    | Magnitogorsk          |
| 20 | A    | Jakub Klepiš      | 1984 | 185  | 92   | R    | Avangard Omsk         |
| 22 | A    | Lukáš Kašpar      | 1985 | 189  | 92   | L    | Oulun Kärpät          |
| 23 | D    | Petr Gřegořek     | 1978 | 181  | 88   | L    | České Budějovice      |
| 27 | A    | Martin Růžička    | 1985 | 181  | 79   | R    | Oceláři Trinec        |
| 29 | P    | Tomáš Vokoun      | 1976 | 183  | 88   | R    | Florida Panthers      |
| 31 | P    | Ondřej Pavelec    | 1987 | 188  | 92   | L    | Atlanta Thrashers     |
| 33 | P    | Jakub Štěpánek    | 1986 | 188  | 80   | L    | Vítkovice Steel       |
| 36 | D    | Petr Čáslava - A  | 1979 | 193  | 99   | L    | Timrå                 |
| 42 | A    | Petr Koukal       | 1982 | 176  | 76   | L    | Pardubice             |
| 44 | D    | Miroslav Blaťák   | 1982 | 182  | 77   | L    | Salavat Julaev        |
| 60 | A    | Tomáš Rolinek - C | 1980 | 177  | 78   | L    | Magnitogorsk          |
| 63 | D    | Ondřej Němec      | 1984 | 182  | 84   | L    | Energie Karlovy Vary  |
| 68 | A    | Jaromír Jágr - A  | 1972 | 189  | 104  | L    | Avangard Omsk         |
| 91 | A    | Marek Kvapil      | 1985 | 178  | 85   | R    | Vítkovice Steel       |
| 93 | A    | Jakub Voráček     | 1989 | 189  | 96   | L    | Columbus Blue Jackets |

LEGENDA:
P = Portiere, D = Difensore, A = Attaccante, L = sinistra, R = destra

### Svezia
Allenatore:  Bengt-Åke Gustafsson.
Lista dei convocati aggiornata al 16 maggio 2010.
| N. | Pos. | Nome                     | Anno | Alt. | Peso | Tiro | Squadra             |
| -- | ---- | ------------------------ | ---- | ---- | ---- | ---- | ------------------- |
| 3  | D    | Oliver Ekman Larsson     | 1991 | 188  | 85   | L    | Leksand             |
| 5  | D    | Christian Bäckman        | 1980 | 191  | 93   | L    | Frölunda            |
| 6  | D    | Magnus Johansson - C     | 1973 | 178  | 82   | R    | Linköping           |
| 8  | D    | Sanny Lindström          | 1979 | 187  | 96   | L    | Färjestad           |
| 9  | A    | Tony Mårtensson          | 1980 | 184  | 89   | L    | Linköping           |
| 11 | D    | Carl Gunnarsson          | 1986 | 188  | 86   | L    | Toronto Maple Leafs |
| 12 | A    | Fredrik Pettersson       | 1986 | 178  | 83   | R    | Frölunda            |
| 20 | A    | Andreas Engqvist         | 1987 | 190  | 88   | R    | Djurgården          |
| 21 | A    | Jimmie Ericsson          | 1980 | 188  | 92   | L    | Skellefteå AIK      |
| 22 | A    | Niklas Persson - A       | 1979 | 188  | 93   | L    | Neftechimik         |
| 23 | A    | Linus Omark              | 1987 | 179  | 78   | L    | Dinamo Mosca        |
| 24 | A    | Johan Harju              | 1986 | 190  | 95   | L    | Dinamo Mosca        |
| 25 | P    | Jacob Markström          | 1990 | 194  | 84   | L    | Brynäs              |
| 26 | A    | Marcus Nilson            | 1978 | 188  | 89   | R    | Djurgården          |
| 35 | P    | Anders Lindbäck          | 1988 | 198  | 85   | L    | Timrå               |
| 50 | P    | Jonas Gustafsson         | 1984 | 191  | 82   | L    | Toronto Maple Leafs |
| 51 | A    | Rickard Wallin - A       | 1980 | 191  | 91   | L    | Toronto Maple Leafs |
| 52 | D    | Jonathan Ericsson        | 1984 | 190  | 96   | L    | Detroit Red Wings   |
| 60 | A    | Mikael Backlund          | 1989 | 182  | 83   | L    | Abbotsford Heat     |
| 65 | D    | Erik Karlsson            | 1990 | 181  | 78   | R    | Ottawa Senators     |
| 71 | A    | Jonas Andersson          | 1981 | 188  | 95   | L    | Dinamo Minsk        |
| 77 | D    | Victor Hedman            | 1990 | 198  | 100  | L    | Tampa Bay Lightning |
| 80 | A    | Mattias Weinhandl        | 1980 | 182  | 88   | R    | Dinamo Mosca        |
| 91 | A    | Magnus Pääjärvi-Svensson | 1991 | 186  | 94   | L    | Timrå               |
| 92 | A    | Michael Nylander         | 1972 | 181  | 87   | L    | Jokerit             |

LEGENDA:

P = Portiere, D = Difensore, A = Attaccante, L = sinistra, R = destra

## Gruppo D

### Danimarca
Allenatore:  Per Bäckman.
Lista dei convocati aggiornata al 14 maggio 2010.
| N. | Pos. | Nome                  | Anno | Alt. | Peso | Tiro | Squadra                   |
| -- | ---- | --------------------- | ---- | ---- | ---- | ---- | ------------------------- |
| 1  | P    | Patrick Galbraith     | 1986 | 183  | 76   | L    | IF Björklöven             |
| 3  | D    | Philip Larsen         | 1989 | 182  | 84   | R    | Frölunda                  |
| 4  | D    | Mads Bødker           | 1987 | 174  | 77   | L    | Rögle                     |
| 5  | D    | Daniel Nielsen        | 1980 | 182  | 80   | R    | Herning Blue Fox          |
| 6  | D    | Stefan Lassen         | 1985 | 190  | 86   | L    | Leksand                   |
| 7  | D    | Jesper Damgaard - C   | 1975 | 188  | 93   | R    | Malmö                     |
| 9  | A    | Kasper Degn           | 1982 | 175  | 75   | L    | Bietigheim Steelers       |
| 12 | A    | Alexander Sundberg    | 1981 | 193  | 88   | L    | Copenhagen Hockey         |
| 13 | A    | Morten Green - A      | 1981 | 183  | 80   | L    | Malmö                     |
| 19 | A    | Kim Staal - A         | 1978 | 182  | 88   | R    | Malmö                     |
| 21 | A    | Thor Dresler          | 1979 | 188  | 93   | L    | Herning Blue Fox          |
| 22 | D    | Jesper Jensen         | 1987 | 183  | 88   | L    | Frederikshavn White Hawks |
| 23 | A    | Kim Lykkeskov         | 1986 | 174  | 76   | L    | SønderjyskE               |
| 27 | A    | Mads Bech Christensen | 1984 | 187  | 83   | L    | Frederikshavn White Hawks |
| 29 | A    | Morten Madsen         | 1987 | 190  | 85   | L    | MODO                      |
| 30 | P    | Frederik Andersen     | 1989 | 192  | 100  | L    | Frederikshavn White Hawks |
| 33 | A    | Julian Jakobsen       | 1987 | 183  | 82   | L    | Södertälje SK             |
| 40 | D    | Jesper Duus           | 1967 | 189  | 90   | L    | Rødovre Mighty Bulls      |
| 44 | A    | Nichlas Hardt         | 1988 | 177  | 80   | L    | Malmö                     |
| 51 | A    | Frans Nielsen - A     | 1987 | 183  | 84   | L    | New York Islanders        |
| 60 | A    | Mads Christensen      | 1987 | 179  | 80   | L    | Iserlohn Roosters         |
| 61 | D    | Lars Eller            | 1989 | 185  | 90   | L    | Peoria Rivermen           |
| 84 | P    | Peter Hirsch          | 1979 | 182  | 78   | L    | Coventry Blaze            |
| 93 | P    | Peter Regin           | 1986 | 187  | 85   | L    | Ottawa Senators           |

LEGENDA:

P = Portiere, D = Difensore, A = Attaccante, L = sinistra, R = destra

### Finlandia
Allenatore:  Jukka Jalonen.
Lista dei convocati aggiornata al 14 maggio 2010.
| N. | Pos. | Nome                 | Anno | Alt. | Peso | Tiro | Squadra             |
| -- | ---- | -------------------- | ---- | ---- | ---- | ---- | ------------------- |
| 3  | D    | Petteri Nummelin - A | 1972 | 178  | 83   | L    | Lugano              |
| 5  | D    | Lasse Kukkonen - A   | 1981 | 184  | 90   | L    | Avangard Omsk       |
| 6  | D    | Topi Jaakola         | 1983 | 186  | 87   | L    | Södertälje SK       |
| 7  | D    | Mikko Mäenpää        | 1983 | 178  | 79   | L    | HPK                 |
| 11 | D    | Juuso Hietanen       | 1985 | 178  | 85   | R    | Brynäs              |
| 15 | A    | Juha-Pekka Hytönen   | 1981 | 178  | 84   | L    | JYP                 |
| 20 | A    | Antti Miettinen      | 1980 | 182  | 88   | R    | Minnesota Wild      |
| 21 | D    | Janne Niskala        | 1981 | 183  | 90   | L    | Frölunda            |
| 22 | A    | Tommi Santala        | 1982 | 190  | 90   | R    | Kloten Flyers       |
| 23 | A    | Riku Hahl            | 1980 | 185  | 87   | L    | Frölunda            |
| 24 | A    | Sami Kapanen - C     | 1973 | 178  | 82   | L    | KalPa               |
| 26 | A    | Jarkko Immonen       | 1982 | 181  | 95   | R    | Ak Bars Kazan’      |
| 27 | A    | Petri Kontiola       | 1984 | 182  | 92   | R    | Magnitogorsk        |
| 29 | P    | Lauri Korpikoski     | 1986 | 185  | 88   | L    | Phoenix Coyotes     |
| 30 | P    | Iiro Tarkki          | 1985 | 189  | 86   | L    | Espoo Blues         |
| 31 | P    | Petri Vehanen        | 1977 | 186  | 82   | L    | Ak Bars Kazan’      |
| 35 | P    | Pekka Rinne          | 1982 | 194  | 87   | R    | Nashville Predators |
| 36 | A    | Jussi Jokinen        | 1983 | 180  | 86   | L    | Carolina Hurricanes |
| 40 | A    | Antti Pihlström      | 1984 | 180  | 82   | L    | JYP                 |
| 41 | D    | Pasi Puistola        | 1978 | 182  | 80   | L    | HV71                |
| 44 | D    | Sami Vatanen         | 1991 | 175  | 75   | R    | JYP                 |
| 45 | A    | Oskar Osala          | 1987 | 193  | 101  | L    | Albany River Rats   |
| 50 | A    | Juhamatti Aaltonen   | 1985 | 184  | 89   | R    | Pelicans            |
| 52 | A    | Jori Lehterä         | 1987 | 188  | 91   | L    | Tappara             |
| 71 | A    | Leo Komarov          | 1987 | 180  | 92   | L    | Dinamo Mosca        |

LEGENDA:

P = Portiere, D = Difensore, A = Attaccante, L = sinistra, R = destra

### Germania
Allenatore:  Uwe Krupp.
Lista dei convocati aggiornata al 14 maggio 2010.
| N. | Pos. | Nome               | Anno | Alt. | Peso | Tiro | Squadra             |
| -- | ---- | ------------------ | ---- | ---- | ---- | ---- | ------------------- |
| 1  | P    | Dimitrij Kotschnew | 1989 | 184  | 80   | L    | Spartak Mosca       |
| 3  | D    | Justin Krueger     | 1986 | 190  | 96   | R    | Cornell Big Red     |
| 5  | D    | Korbinian Holzer   | 1988 | 190  | 94   | R    | DEG Metro Stars     |
| 6  | D    | Sven Butenschön    | 1976 | 192  | 96   | L    | Adler Mannheim      |
| 10 | D    | Christian Ehrhoff  | 1982 | 188  | 90   | L    | Vancouver Canucks   |
| 11 | A    | Sven Felski - A    | 1974 | 180  | 80   | L    | Eisbären Berlino    |
| 16 | A    | Michael Wolf - A   | 1981 | 177  | 80   | R    | Iserlohn Roosters   |
| 18 | A    | Kai Hospelt        | 1985 | 185  | 85   | L    | Grizzlys Wolfsburg  |
| 20 | D    | Robert Dietrich    | 1986 | 180  | 85   | L    | Milwaukee Admirals  |
| 21 | A    | John Tripp         | 1977 | 192  | 103  | R    | Hamburg Freezers    |
| 24 | A    | André Rankel       | 1985 | 186  | 92   | L    | Eisbären Berlino    |
| 25 | A    | Marcel Müller      | 1988 | 193  | 98   | L    | Kölner Haie         |
| 26 | A    | Daniel Kreutzer    | 1979 | 176  | 86   | L    | DEG Metro Stars     |
| 29 | A    | Alexander Barta    | 1983 | 180  | 77   | R    | Hamburg Freezers    |
| 44 | P    | Dennis Endras      | 1985 | 183  | 76   | L    | Augsburger Panther  |
| 47 | A    | Christoph Ullmann  | 1983 | 182  | 84   | L    | Kölner Haie         |
| 48 | D    | Frank Hördler      | 1985 | 183  | 87   | L    | Eisbären Berlino    |
| 50 | A    | Patrick Hager      | 1988 | 177  | 83   | L    | Krefeld Pinguine    |
| 52 | D    | Alexander Sulzer   | 1984 | 187  | 92   | L    | Milwaukee Admirals  |
| 55 | A    | Felix Schütz       | 1987 | 178  | 87   | L    | Portland Pirates    |
| 57 | A    | Marcel Goc - C     | 1983 | 183  | 92   | L    | Nashville Predators |
| 72 | P    | Rob Zepp           | 1981 | 187  | 88   | L    | Eisbären Berlino    |
| 77 | D    | Nikolai Goc        | 1986 | 182  | 93   | L    | Hannover Scorpions  |
| 87 | A    | Philip Gogulla     | 1987 | 188  | 80   | L    | Portland Pirates    |
| 90 | D    | Constantin Braun   | 1988 | 190  | 89   | L    | Eisbären Berlino    |

LEGENDA:

P = Portiere, D = Difensore, A = Attaccante, L = sinistra, R = destra

### Stati Uniti
Allenatore:  Scott Gordon.
Lista dei convocati aggiornata al 15 maggio 2010.
| N. | Pos. | Nome             | Anno | Alt. | Peso | Tiro | Squadra               |
| -- | ---- | ---------------- | ---- | ---- | ---- | ---- | --------------------- |
| 1  | P    | Ben Bishop       | 1986 | 200  | 93   | L    | Peoria Rivermen       |
| 2  | D    | Matt Greene - A  | 1983 | 191  | 108  | R    | Los Angeles Kings     |
| 3  | D    | Jack Johnson - C | 1987 | 185  | 102  | L    | Los Angeles Kings     |
| 6  | D    | Andy Greene      | 1982 | 180  | 86   | L    | New Jersey Devils     |
| 13 | A    | Tim Kennedy      | 1986 | 178  | 78   | L    | Buffalo Sabres        |
| 16 | A    | Ryan Potulny     | 1984 | 183  | 86   | L    | Edmonton Oilers       |
| 17 | A    | Brandon Dubinsky | 1982 | 185  | 93   | L    | New York Rangers      |
| 18 | A    | T.J. Galiardi    | 1988 | 188  | 86   | R    | Colorado Avalanche    |
| 19 | D    | Chris Kreider    | 1991 | 188  | 91   | L    | Boston College Eagles |
| 20 | A    | Christian Hanson | 1986 | 191  | 92   | R    | Toronto Maple Leafs   |
| 21 | A    | Kyle Okposo - A  | 1988 | 185  | 91   | R    | New York Islanders    |
| 22 | A    | Ryan Carter      | 1983 | 188  | 91   | L    | Anaheim Ducks         |
| 23 | A    | Eric Nystrom - A | 1983 | 185  | 88   | L    | Calgary Flames        |
| 25 | A    | David Moss       | 1981 | 191  | 91   | R    | Calgary Flames        |
| 30 | P    | Scott Clemmensen | 1977 | 191  | 93   | L    | Florida Panthers      |
| 33 | P    | David Leggio     | 1984 | 180  | 82   | L    | TPS                   |
| 38 | D    | Jack Hillen      | 1986 | 180  | 91   | L    | New York Islanders    |
| 39 | D    | Mike Lundin      | 1984 | 188  | 89   | L    | Tampa Bay Lightning   |
| 41 | D    | Taylor Chorney   | 1987 | 180  | 83   | L    | Edmonton Oilers       |
| 71 | A    | Nick Foligno - A | 1987 | 182  | 93   | L    | Ottawa Senators       |
| 74 | A    | T.J. Oshie       | 1986 | 180  | 77   | R    | St. Louis Blues       |
| 93 | D    | Keith Yandle     | 1986 | 188  | 88   | L    | Phoenix Coyotes       |
| 97 | D    | Matt Gilroy      | 1984 | 185  | 91   | R    | New York Rangers      |

LEGENDA:

P = Portiere, D = Difensore, A = Attaccante, L = sinistra, R = destra